# ホ・ソクホ
ホ・ソクホ（許 錫鎬、허석호, Hur Suk-ho, 1973年8月20日 - ）は、韓国のプロゴルファー。日本ゴルフツアー機構における登録名はS・K・ホである。

## 経歴
10歳からゴルフを始める。韓国体育大学を卒業し、1995年にプロ転向。
韓国でプレーしていたが2001年から日本ツアーに参戦し、2002年に初優勝。2004年・2005年には自己最高の賞金ランキング4位を記録。
男子ゴルフのアジアと欧州の団体対抗戦ロイヤル・トロフィーに3度出場している。

## 優勝歴

### 日本ツアー
- 2002年
  - 住建産業オープン広島ゴルフトーナメント
- 2004年
  - 日本プロゴルフ選手権大会
  - 日本ゴルフツアー選手権
- 2005年
  - 日本プロゴルフ選手権大会
  - JCBクラシック仙台
- 2006年
  - ミズノオープン
- 2008年
  - つるやオープンゴルフトーナメント
  - ザ・チャンピオンシップ・バイ・レクサス